# Little Black Book
Little Black Book (bra: A Agenda Secreta do Meu Namorado) é um filme estadunidense de 2004 dirigido por Nick Hurran. É estrelado por Brittany Murphy, Ron Livingston, Holly Hunter e Kathy Bates.

## Elenco
- Brittany Murphy - Stacy
- Holly Hunter - Barb
- Kathy Bates - Kippie Kann
- Ron Livingston - Derek
- Julianne Nicholson - Joyce
- Stephen Tobolowsky - Carl
- Kevin Sussman - Ira

## Recepção
No site agregador de críticas Rotten Tomatoes, 22% das 111 avaliações dos críticos são positivas. O consenso do site afirma: "uma mistura desagradável e estranha de comédia romântica e sátira de seality show"
O Metacritic, que usa uma média ponderada, atribuiu ao filme uma pontuação de 36 em 100, baseado em 33 críticos, indicando críticas "geralmente desfavoráveis".